# 船橋市立船橋小学校
船橋市立船橋小学校（ふなばししりつ ふなばししょうがっこう）は、千葉県船橋市本町四丁目にある公立小学校。流山市立流山小学校に続いて、明治5年11月18日に、千葉県内で2番目に開校した小学校である。2025年で創立152周年です。

## 沿革
- 1872年（明治5年）9月 - 寺子屋・私塾の廃止令がでる。
  - 11月 - 日蓮宗派寺院の行法寺を仮校舎とし、第一大学区第二十六番中学区四十八番小学開校。（教員2名、生徒24名）
- 1873年 - 用九小学校と改称。
  - - 分校を了源寺（現船橋市立宮本小学校）、夏見村薬王寺（現船橋市立八栄小学校）、海神村寺地蔵院（現船橋市立海神小学校）、九日市覚王寺につくる。
- 1875年 - 船橋小学と改称。
- 1880年 - 船橋小学校と改称。
- 1883年 - 海神校独立。
- 1885年 - 本校校舎独立。
- 1887年 - 九日市尋常小学校と改称。
- 1892年 - 船橋高等小学校併設開校。
- 1910年 - 海神小学校を九日市小学校に合併し、分教場とする。
  - - 船橋高等小学校を廃校し、九日市小学校に合併。
  - - 船橋尋常高等小学校と改称。
- 1940年 - 海神小学校分離独立。
- 1941年 - 船橋国民学校と改称。
- 1947年 - 高等科廃止、船橋小学校と改称。
- 1951年 - 船橋市立湊町小学校創設。
- 1970年 - 船橋市立南本町小学校創設。

## 交通
- JR総武線船橋駅下車　徒歩約8分
- 京成本線船橋駅下車　徒歩約8分

## 著名出身者
- 田家秀樹（音楽評論家、ノンフィクション作家、音楽番組パーソナリティ、音楽番組監修者、日本放送作家協会会員）